# Hungría en los Juegos Olímpicos de Barcelona 1992
Hungría estuvo representada en los Juegos Olímpicos de Barcelona 1992 por un total de 217 deportistas que compitieron en 23 deportes.  
El portador de la bandera en la ceremonia de apertura fue el luchador Tibor Komáromi.

## Medallistas
El equipo olímpico húngaro obtuvo las siguientes medallas:
| Nombre                                                                   | Deporte            | Competición           |
| ------------------------------------------------------------------------ | ------------------ | --------------------- |
| Oro                                                                      |                    |                       |
| Bence Szabó                                                              | Esgrima            | Sable ind. M          |
| Henrietta Ónodi                                                          | Gimnasia artística | Salto de potro F      |
| Antal Kovács                                                             | Judo               | –95 kg M              |
| Attila Repka                                                             | Lucha grecorromana | 68 kg M               |
| Péter Farkas                                                             | Lucha grecorromana | 82 kg M               |
| Tamás Darnyi                                                             | Natación           | 200 m estilos M       |
| Tamás Darnyi                                                             | Natación           | 400 m estilos M       |
| Krisztina Egerszegi                                                      | Natación           | 100 m braza F         |
| Krisztina Egerszegi                                                      | Natación           | 200 m braza F         |
| Krisztina Egerszegi                                                      | Natación           | 400 m estilos F       |
| Kinga Czigány Éva Dónusz Rita Kőbán Erika Mészáros                       | Piragüismo         | K4 500 m F            |
| Plata                                                                    |                    |                       |
| Ferenc Hegedűs Ernő Kolczonay Iván Kovács Krisztián Kulcsár Gábor Totola | Esgrima            | Espada por eqs. M     |
| Péter Abay Imre Bujdosó György Nébald Bence Szabó Csaba Köves            | Esgrima            | Sable por eqs. M      |
| Henrietta Ónodi                                                          | Gimnasia artística | Suelo F               |
| József Csák                                                              | Judo               | –65 kg M              |
| Bertalan Hajtós                                                          | Judo               | –71 kg M              |
| Norbert Rózsa                                                            | Natación           | 100 m braza M         |
| Norbert Rózsa                                                            | Natación           | 200 m braza M         |
| Tünde Szabó                                                              | Natación           | 100 m espalda F       |
| Attila Mizsér                                                            | Pentatlón moderno  | Individual M          |
| Zsolt Gyulay                                                             | Piragüismo         | K1 500 m M            |
| Attila Ábrahám Ferenc Csipes László Fidel Zsolt Gyulay                   | Piragüismo         | K4 1000 m M           |
| Rita Kőbán                                                               | Piragüismo         | K1 500 m F            |
| Bronce                                                                   |                    |                       |
| István Kovács                                                            | Boxeo              | Mosca (51 kg) M       |
| György Mizsei                                                            | Boxeo              | Superwélter (71 kg) M |
| Zoltán Béres                                                             | Boxeo              | Semispesado (81 kg) M |
| Imre Csősz                                                               | Judo               | +95 kg M              |
| Attila Czene                                                             | Natación           | 200 m estilos M       |
| György Zala                                                              | Piragüismo         | C1 1000 m M           |
| Éva Dónusz Rita Kőbán                                                    | Piragüismo         | K2 500 m F            |